# مارك ديفيس (ملاكم)
مارك ديفيس (بالإنجليزية: Mark Davis)‏ مواليد 15 يناير 1987 في أوهايو، الولايات المتحدة، هو ملاكم محترف أمريكي يصنف ضمن فئة الوزن الخفيف بدأ مسيرته الاحترافية سنة 2007 حيث انتصر في نزاله الأول.

## إحصائيات
خاض خلال مسيرته 19 نزالا، فاز في 18 ولم يتعادل وخسر في 1. فاز بالضربة القاضية في 5 نزالات.

## روابط خارجية
- مارك ديفيس على موقع بوكس ريك (الإنجليزية) (registration required)